# Nationalratswahl in Österreich 1986
- SPÖ: 80
- GRÜNE: 8
- FPÖ: 18
- ÖVP: 77

- Regierung: 157
- Opposition: 26

Die Nationalratswahl am 23. November 1986 war die 17. Nationalratswahl in der Geschichte Österreichs. Stärkste Partei wurde die SPÖ von Bundeskanzler Franz Vranitzky, die jedoch Stimmen und Mandate verlor. Auch die ÖVP von Alois Mock, die den zweiten Platz belegte, verlor Stimmen und Mandate. Die FPÖ, die erstmals mit Jörg Haider als Spitzenkandidaten antrat, belegte den dritten Platz und konnte ihren Stimmanteil im Vergleich zur letzten Wahl fast verdoppeln. Nachdem bei der Nationalratswahl 1983 weder den Vereinten Grünen Österreichs noch der Alternative Liste Österreichs der Gewinn eines Grundmandates gelungen war, schaffte 1986 die Grüne Alternative mit Spitzenkandidatin Freda Meissner-Blau erstmals den Einzug in den Nationalrat.
Wahlberechtigt waren 5.461.414 Menschen. Die Wahlbeteiligung betrug 88,85 Prozent (1983: 91,29).

## Hintergrund
Das Jahr 1986 war von großen politischen Umbrüchen geprägt. Am 8. Juni 1986 wurde Kurt Waldheim im zweiten Wahlgang als Kandidat der ÖVP mit einer Mehrheit von 53,9 % zum Bundespräsidenten gewählt. Der Wahl ging eine breite öffentliche Debatte über Waldheims Vergangenheit während der Zeit des Nationalsozialismus voraus, die als „Waldheim-Affäre“ in die jüngere Geschichte des Landes einging. Bundeskanzler Fred Sinowatz (SPÖ) trat in der Folge der Waldheim-Wahl als Bundeskanzler zurück und empfahl Franz Vranitzky als seinen Nachfolger. Dieser nahm an und setzte zunächst die Koalitionsregierung mit der FPÖ fort (siehe auch Bundesregierung Vranitzky I).
Am 13. September 1986 wurde Jörg Haider mit Unterstützung des deutschnationalen Flügels der FPÖ, bei einem Parteitag in Innsbruck, in einer Kampfabstimmung zum neuen Parteiobmann gewählt. Haider löste den – vielen FPÖ-Funktionären als zu liberal geltenden – Parteiobmann, Handelsminister und Vizekanzler Norbert Steger als Vorsitzender der FPÖ ab. Nach Stegers Abwahl beendete Vranitzky die Koalition mit der FPÖ und setzte Neuwahlen an.

## Endergebnis
| Wahlwerber                                                | Stimmen   | Anteil | Anteil  | Mandate | Mandate |
| Wahlwerber                                                | Stimmen   | 1986   | ±       | 1986    | ±       |
| --------------------------------------------------------- | --------- | ------ | ------- | ------- | ------- |
| Sozialistische Partei Österreichs (SPÖ)                   | 2.092.024 | 43,1 % | −4,5 %  | 80      | −10     |
| Österreichische Volkspartei (ÖVP)                         | 2.003.663 | 41,3 % | −1,9 %  | 77      | −4      |
| Freiheitliche Partei Österreichs (FPÖ)                    | 472.205   | 9,7 %  | +4,7 %  | 18      | +6      |
| Die Grüne Alternative – Liste Freda Meissner-Blau (GRÜNE) | 234.028   | 4,8 %  | n.k.    | 8       | +8      |
| Kommunistische Partei Österreichs (KPÖ)                   | 35.104    | 0,72 % | +0,06 % | 0       | ±0      |
| Aktionsliste „Mir reicht’s!“ (MIR)                        | 8.100     | 0,2 %  | n.k.    | 0       | —       |
| Die Grünalternativen – Demokratische Liste (GAL)          | 6.005     | 0,1 %  | −1,3 %  | 0       | ±0      |
| VGÖ – VÖGA – Unabhängige Gemeinderäte                     | 1.059     | 0,02 % | −1,98 % | 0       | ±0      |

n.k. = nicht kandidiert

## Ergebnisse in den Bundesländern
Hier werden die Ergebnisse in den Bundesländern aufgelistet.
| Partei | B    | K    | N    | O    | S    | St   | T    | V    | W      |
| ------ | ---- | ---- | ---- | ---- | ---- | ---- | ---- | ---- | ------ |
| SPÖ    | 49,0 | 47,2 | 42,4 | 42,0 | 36,7 | 44,1 | 29,2 | 25,5 | 52,4   |
| ÖVP    | 42,8 | 27,2 | 47,3 | 41,5 | 40,9 | 41,0 | 53,2 | 53,1 | 33,2   |
| FPÖ    | 05,4 | 20,9 | 06,1 | 11,0 | 15,9 | 09,9 | 11,3 | 11,9 | 05,8   |
| GRÜNE  | 02,5 | 03,8 | 03,6 | 04,9 | 05,9 | 04,1 | 05,8 | 08,8 | 06,1   |
| KPÖ    | 00,3 | 00,6 | 00,6 | 00,6 | 00,5 | 00,9 | 00,6 | 00,7 | 001,02 |
| MIR    |      |      |      |      |      |      |      |      | 00,9   |
| GAL    |      |      |      |      |      |      |      |      | 00,7   |
| VGÖ    |      | 00,3 |      |      |      |      |      |      |        |

## Folgen
| Parteien                            | Sitze |
| ----------------------------------- | ----- |
| Zweidrittelmehrheit (ab 122 Sitzen) |       |
| SPÖ, ÖVP                            | 157   |
| Absolute Mehrheit (ab 92 Sitzen)    |       |
| SPÖ, FPÖ                            | 98    |
| ÖVP, FPÖ                            | 95    |
| Sitze gesamt                        | 183   |

Nach der Wahl einigten sich SPÖ und ÖVP auf die Bildung einer Großen Koalition, die FPÖ musste in die Opposition. Franz Vranitzky (SPÖ) blieb Bundeskanzler, Alois Mock (ÖVP) wurde Vizekanzler und Außenminister (siehe auch Bundesregierung Vranitzky II).
Neben den starken Gewinnen für die FPÖ erregte auch der erstmalige Einzug einer Grünen Partei in den Österreichischen Nationalrat große mediale Aufmerksamkeit. Das äußerliche Erscheinungsbild der Grünen Mandatare entsprach nicht dem der restlichen Abgeordneten. Statt Anzug und Krawatte trugen die Abgeordneten normale Straßenkleidung. Anfänglich setzten die Grünen stark auf Aktionismus. So weigerten sie sich zunächst, einen parlamentarischen Klubobmann oder eine Klubobfrau zu ernennen, und stellten stattdessen eine Strohpuppe zur Wahl. Weltweite Aufmerksamkeit bekam eine Aktion von Andreas Wabl, der aus Protest gegen Bundespräsident Kurt Waldheim eine Hakenkreuzfahne auf dem Rednerpult des Nationalrats entrollte.
In den folgenden Jahren mussten diplomatische Aufgaben, die eigentlich dem Bundespräsidenten oblagen, aufgrund der internationalen Ächtung Kurt Waldheims zunehmend von Bundeskanzler Franz Vranitzky übernommen werden. Es gelang ihm, das Verhältnis sowohl zu den USA, die Waldheim im April 1987 auf die „watch list“ gesetzt hatten, wie auch zu Israel, das seinen Botschafter nach der Wahl Waldheims abgezogen hatte, zu normalisieren.